# الرومانية الكاثوليكية في أيرلندا

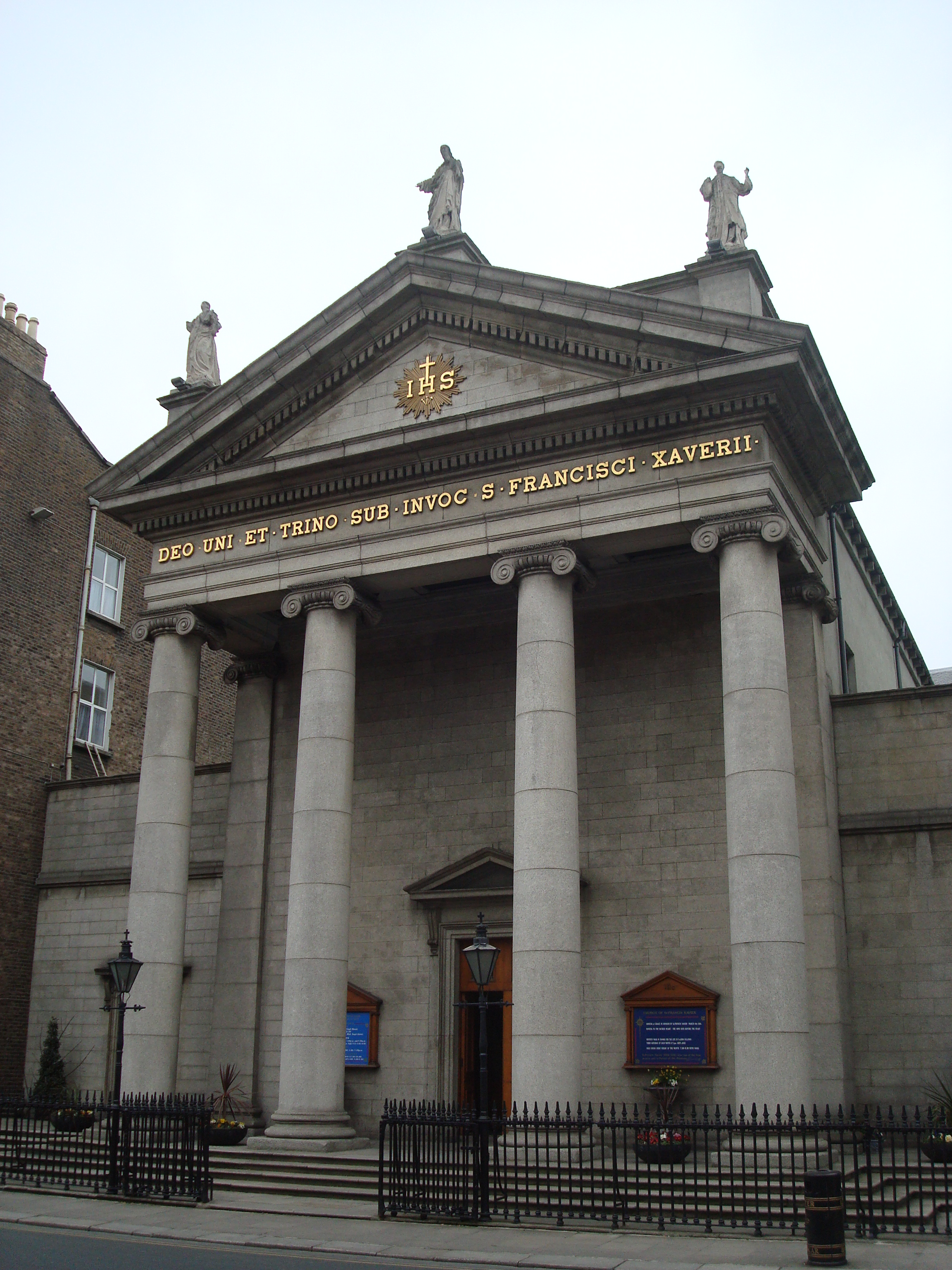
كنيسة فرنسيس كسفاريوس في دبلن.

الكنيسة الكاثوليكية الإيرلندية هي جزء من الكنيسة الكاثوليكية العالمية في ظل القيادة الروحية للبابا في روما ومجلس الأساقفة الإيرلندا. واستنادًا إلى احصائيات أظهرت أنّ 87.4% من مواطني جمهورية أيرلندا و43.8% من مواطني أيرلندا الشمالية تلقوا سر العماد وعمدوا في الكنيسة الكاثوليكية. وتمتلك إيرلندا ثقافة كاثوليكية غنية.
لعبت الكنيسة الكاثوليكية دور في الحفاظ على الفكر والحضارة في أيرلندا في عدد من المستوطنات الرهبانية مثل سيكينغ في أيرلندا، حيث كان الرهبان يعرفون القراءة والكتابة وحافظوا على المخطوطات والأعمال الشعرية والعلمية والفلسفية التي تعوج إلى العصور القديمة الغربية، وبالتالي حافظوا على تراث أوروبا الغربية. توماس كاهيل، في كتابه كيف حافظ الأيرلنديون على الحضارة، يجادل ان أحد أسباب انقاذ الحضارة الغربية يعود بسبب حفاظ رهبان أيرلندا على الحضارة.
دخلت المسيحية إلى أيرلندا في وقت مبكر من القرن الخامس، وانتشرت من خلال المبشرين في وقت مبكر مثل بلاديوس، والقديس باتريك. يقود الكنيسة اليوم من قبل أربعة مطارنة و23 أساقف وهناك أكثر من سبعة وعشرين أبرشية و1,087 رعية بالإضافة هناك حوالي 3,000 من الكهنة ورجال الدين يعملون في الرعية، الخورية، الدينية، وأساتذة في كليات. هناك العديد من المدارس والجامعات والمستشفيات والمعاهد الدينية الرومانية الكاثوليكية، بالإضافة يعمل على التراب الأيرلندي عدد كبير من الرهبانيات الدينية المختلفة في ذلك الكبوشيين، الكرمليين، الدومنيكان، الفرنسيسكان واليسوعيون.